# Carl Friedrich August Grosse
Carl Friedrich August Grosse (* 5. Juni 1768 in Magdeburg; † 15. März 1847 in Kopenhagen) war ein deutscher Schriftsteller, Übersetzer und Geologe.

## Leben
Als Sohn eines Arztes geboren, besuchte Carl Friedrich August Grosse zunächst das Gymnasium. Im Jahr 1788 begann er sein Medizinstudium in Göttingen und setzte dieses in Halle fort.
Bereits im Jahr 1790 kehrte er „als stolbergischer Hof- und Forstrat, als Malteserritter, Marquis von Grosse und Graf von Vargas “ nach Göttingen zurück. Nachdem er im Jahr 1791 in militärischen Diensten in Spanien gestanden hatte, diente er von 1792 bis 1809 unter dem Namen „Graf Vargas“ in Italien. Ein Großteil seines literarischen Werkes entstand in dieser Zeit.
Unter dem Namen „Graf von Vargas-Bedemar“ stand er in Kopenhagen in Diensten der dänischen Regierung, war dort mit hohen Ämtern betraut und dem König in Freundschaft verbunden. In seiner Eigenschaft als Geologe war er Mitglied mehrerer naturwissenschaftlicher Gesellschaften.

## Werk
Grosse selbst sagte über sein schriftstellerisches Schaffen: „Ich bekenne, daß ich bloß für die Unterhaltung geschrieben habe.“, wurde aber von romantischen Schriftstellern wie Ludwig Tieck, Wilhelm Heinrich Wackenroder und E. T. A. Hoffmann sehr geschätzt. Ein Neudruck von Grosses Roman Der Genius erschien 1982 bei Zweitausendeins im Rahmen der von Arno Schmidt angeregten Reihe Haidnische Alterthümer.

## Werke
- Über das Erhabene, Göttingen/Leipzig 1788
- Helim oder über die Seelenwanderung, Zittau 1789
- Der Genius. Aus den Papieren des Marquis C* von G**, Halle 1790–94
- Geschichte der Schweiz, Halle 1791
- Die Schweiz, 4 Bände, Halle 1791
- Kleine Romane, 4 Bände, Halle 1793–95
- La Palinière, Halle 1793
- Der Dolch, 4 Teile, Berlin 1794/95 (auch engl.: The dagger, 1795)
- Spanische Novellen, 4 Teile, Berlin 1794–96
- Morgenländische Erzählungen, Berlin 1795
- Der Blumenkranz, 2 Teile, Zittau 1795/96
- Chlorinde, Berlin 1796
- Liebe und Treue, 2 Bände, Halle 1796/97
- Decameron vom Grafen von Vargas, Berlin 1797
- Der zerbrochene Ring, 2 Teile, Berlin 1797